# Morti nell'871
| Questa pagina contiene informazioni ricavate automaticamente dalle voci biografiche con l'ausilio del template Bio e di un bot. L'aggiornamento è periodico e automatico e ricostruisce completamente la pagina. Se manca una persona in questa lista, sei pregato di non aggiungerla, ma accertati piuttosto che la sua voce biografica contenga il template Bio e che i dati anagrafici siano correttamente compilati. Se il template Bio manca, inseriscilo tu stesso o, in alternativa, metti l'avviso {{tmp\|Bio}} che ne segnala la mancanza. Se i dati riportati sono sbagliati, correggi direttamente la voce biografica; le modifiche saranno visibili in questa lista entro pochi giorni. Per chiarimenti vedi il progetto biografie. La lista contiene solo le 9 persone che sono citate nell'enciclopedia e per le quali è stato implementato correttamente il template Bio. Pagina aggiornata al 10 ago 2025. |

- 8 gennaio - Bagsecg, re norrena
- 23 aprile - Etelredo del Wessex, sovrano inglese
- 27 maggio - Muḥammad ibn Khafāja, emiro
- 10 giugno - Oddone I di Troyes, conte
- Redburga, regina inglese (n. 788)
- Salomone I di Costanza, vescovo tedesco
- Engelschalk I d'Austria, nobile tedesco
- Guglielmo d'Austria, nobile tedesco
- Ibn Abd al-Hakam, storico arabo (n. 803)